# Шашлык
Шашлы́к (крымскотат. шишлик, от шиш — вертел) — изначально блюдо стран Западной и Центральной Азии, Кавказа, из кусочков мяса (например, баранины), нанизанных на шампур и приготовленных на жаре тлеющих углей в мангале, горящего газа или электронагревателя; при этом возможно применение маринада, от простейших специй (соль, чёрный перец, уксус) до сложных многокомпонентных составов, требующих особого приготовления. Позже название «шашлык» в русском языке распространилось на блюда из свинины, птицы, рыбы, овощей, грибов, приготовленные тем же способом.

## История в России

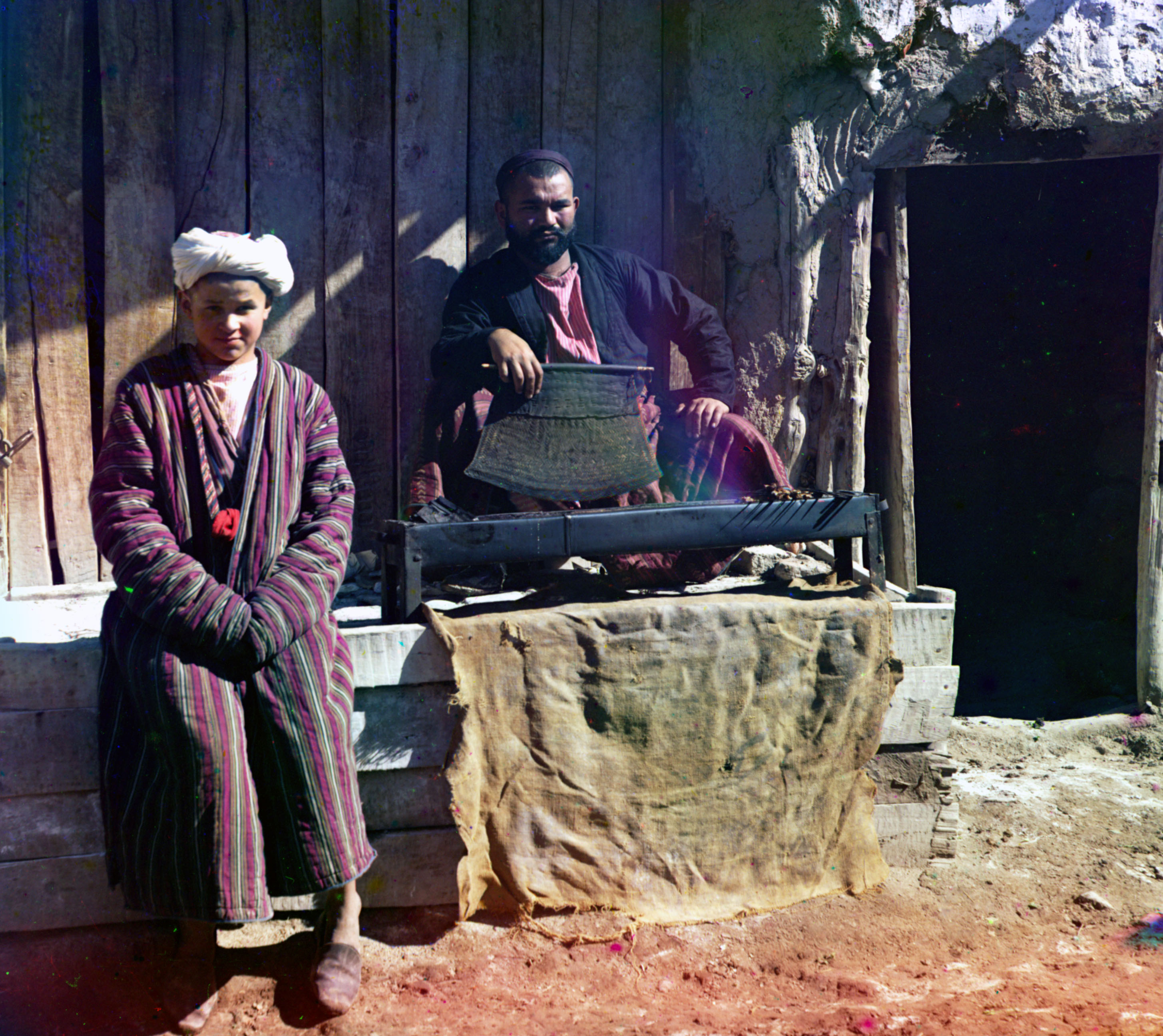
Шашлычная в Самарканде между 1904—1905 годами, снимок Прокудина-Горского

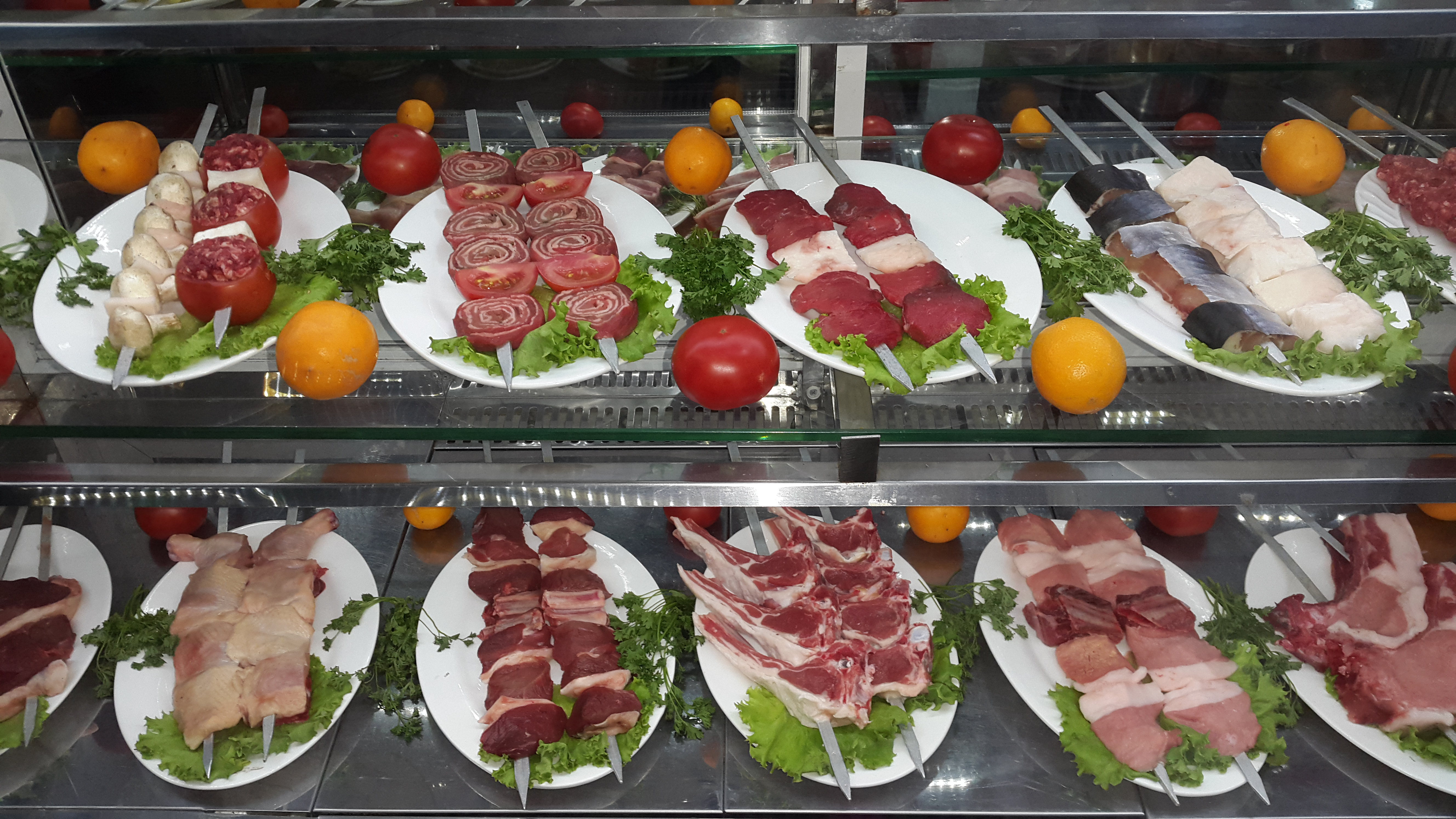
Сорта мяса для шашлыка (Самарканд, Узбекистан)

Русские традиции средневековой кухни свидетельствуют о способе приготовления на вертеле целых туш кур, зайцев, поросят и других животных (как и в Европе). Такое мясо на Руси называлось «верчёным», подавалось на пирах состоятельных людей, требовало больших затрат древесины и времени. При контактах с астраханскими и крымскими татарами русские познакомились с более эффективным способом жарки мяса на открытом огне — шашлыком. Вместе с новым способом приготовления, из иностранных языков в русский пришли слова «шашлык» (тюркское şışlıq — вертел), «мангал» (арабский mankal — жаровня), «шампур» (через армянский или грузинский от сирийского šаррūδā — пика).
Рецептура шашлыка в России регламентируется ГОСТ Р 70148-2022.

## В других странах
Зажаривание мяса на углях с помощью шампуров или деревянных палочек распространено у всех народов мира из-за простоты приготовления, однако значительно различается по видам мяса, способам маринования и подаваемым соусам и гарнирам. Аналогичные блюда:
- Хоровац — Армения;
- Сувлаки — Греция;
- Якитори — Япония;
- Кебаб — Ближний Восток и Закавказье;
- Барбекю — США;
- Пулькоги — Корея;
- Шураску — Бразилия;
- Сате — Малайзия и Индонезия;
- Шишкебек — Киргизия

## Дополнительные факты
- В Армении регулярно проводится конкурс-фестиваль шашлыка[8][9].
- В Черкесске в 2009 году был приготовлен 120-метровый «Шашлык дружбы»[10].
- В Казани в 2013 году был приготовлен самый длинный халяльный шашлык — 180 метров 90 сантиметров[11].
- В Казахстане, в Макинске, в 2018 году был приготовлен самый длинный шашлык — 223 метра 65 сантиметров[12].

Александр Дюма о шашлыке:

- Какой-нибудь эгоист хранил бы этот рецепт в тайне, — я же снабжу вас, любезные читатели, и рецептом шашлыка; последуйте ему и будете вечно благодарить меня за подарок.
Возьмите кусок баранины (филейную часть, если сможете достать), нарежьте его на куски величиной с грецкий орех, положите на четверть часа в чашку вместе с луком, уксусом и щедро посыпьте солью и перцем. Через четверть часа приготовьте жаровню.
Маленькие куски баранины наденьте на железный или деревянный вертел и поворачивайте его над жаровней до тех пор, пока мясо изжарится. Вы увидите, что это отличная вещь: по крайней мере ничего лучшего я не едал во время своего путешествия.
Если маленькие куски баранины останутся всю ночь в маринаде, или если вы их надолго сняли с вертела, добавьте к ним еще сумаху, и тогда шашлык будет совсем на славу. Но если у вас не хватает времени или нет сумахи, то можно обойтись и без сумахи.

Кстати, если нет и вертела или вы странствуете по стране, где не имеют понятия о вертеле, то этот прибор отлично заменяется ружейным шомполом. На протяжении всего путешествия шомпол карабина постоянно служил мне вместо вертела, и я не заметил, чтобы эта унизительная для шомпола роль повредила достоинству оружия, частью которого он являлся.

## Галерея

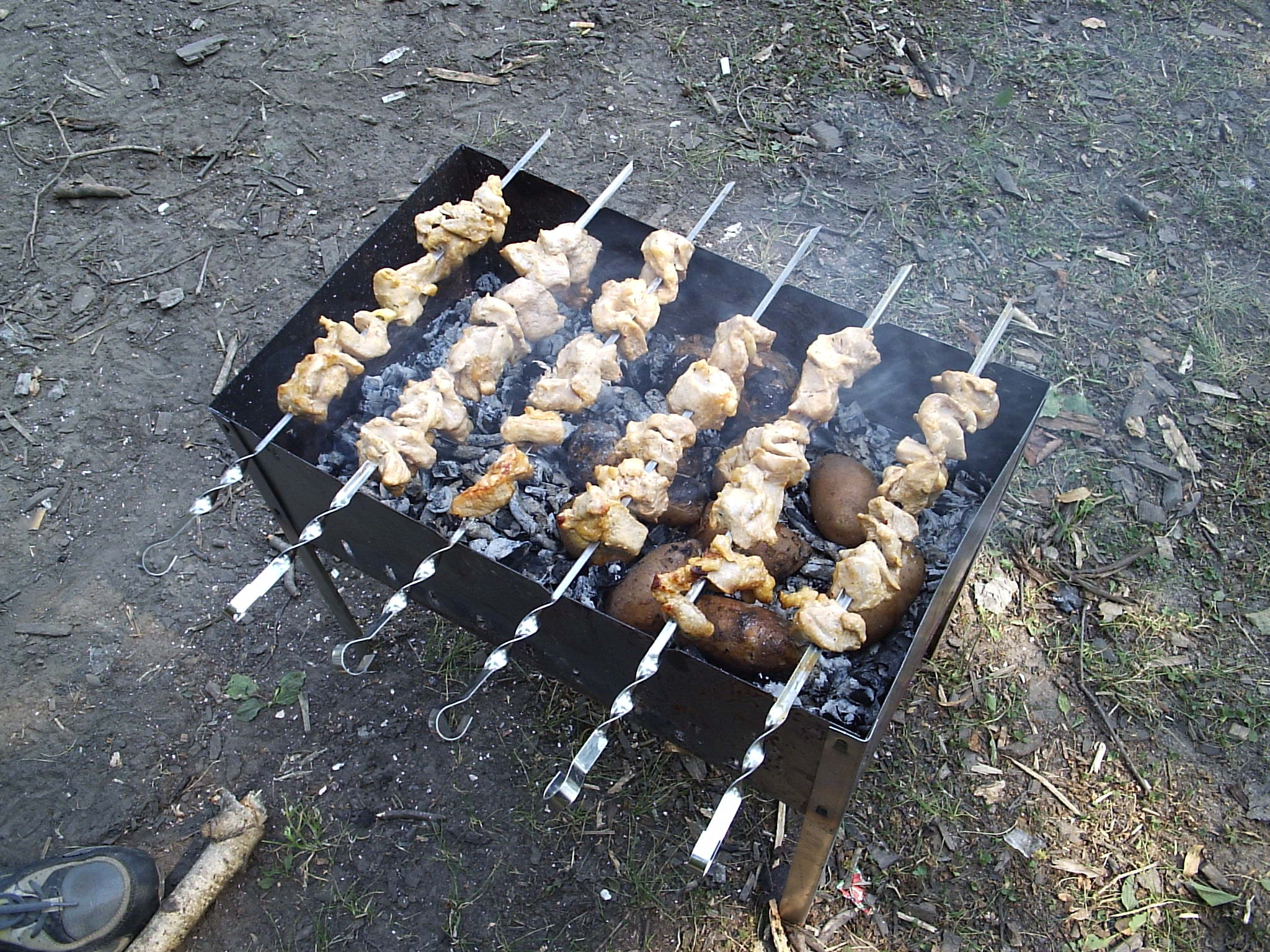
Приготовление на мангале
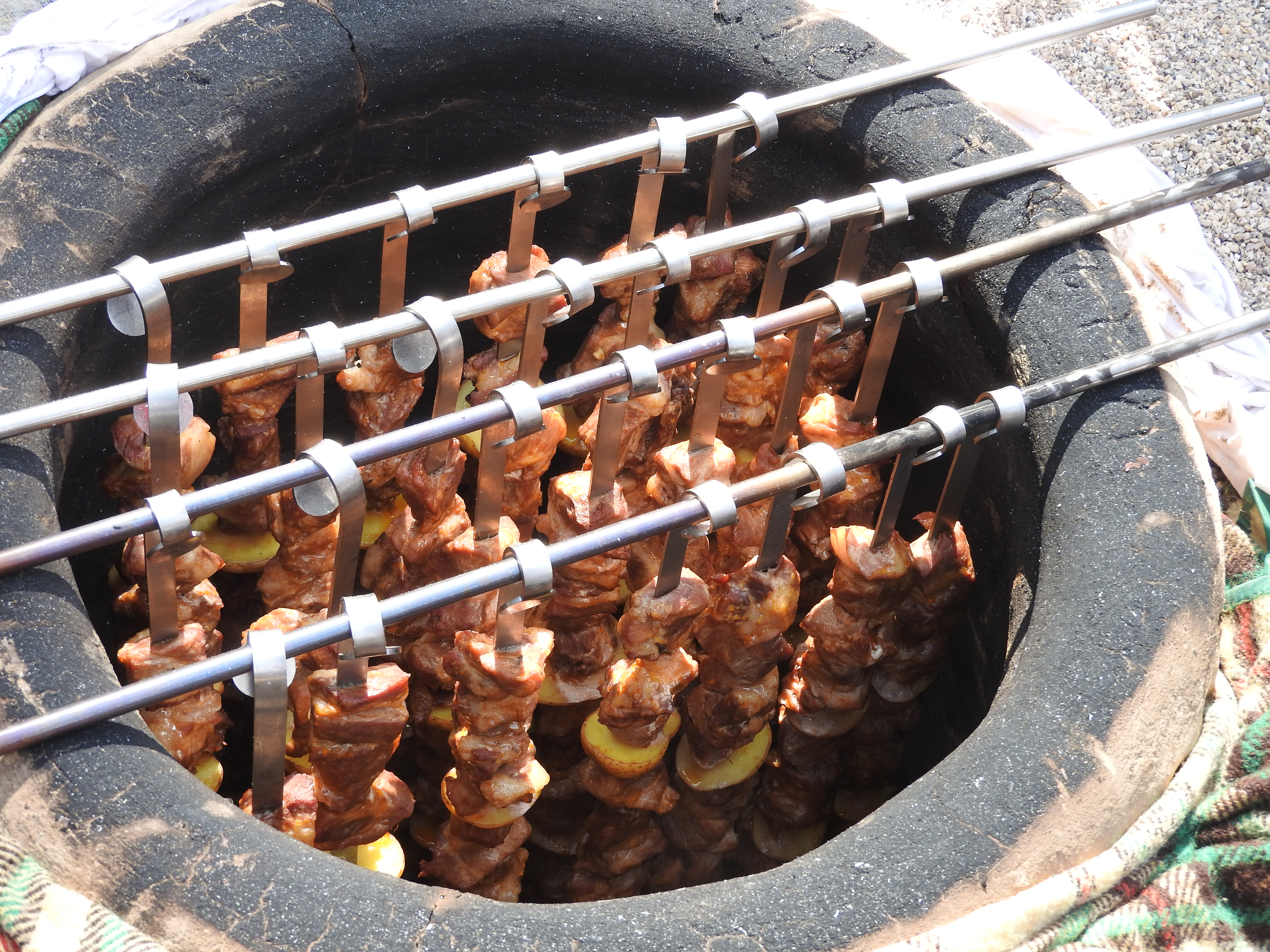
Шашлык в тандыре
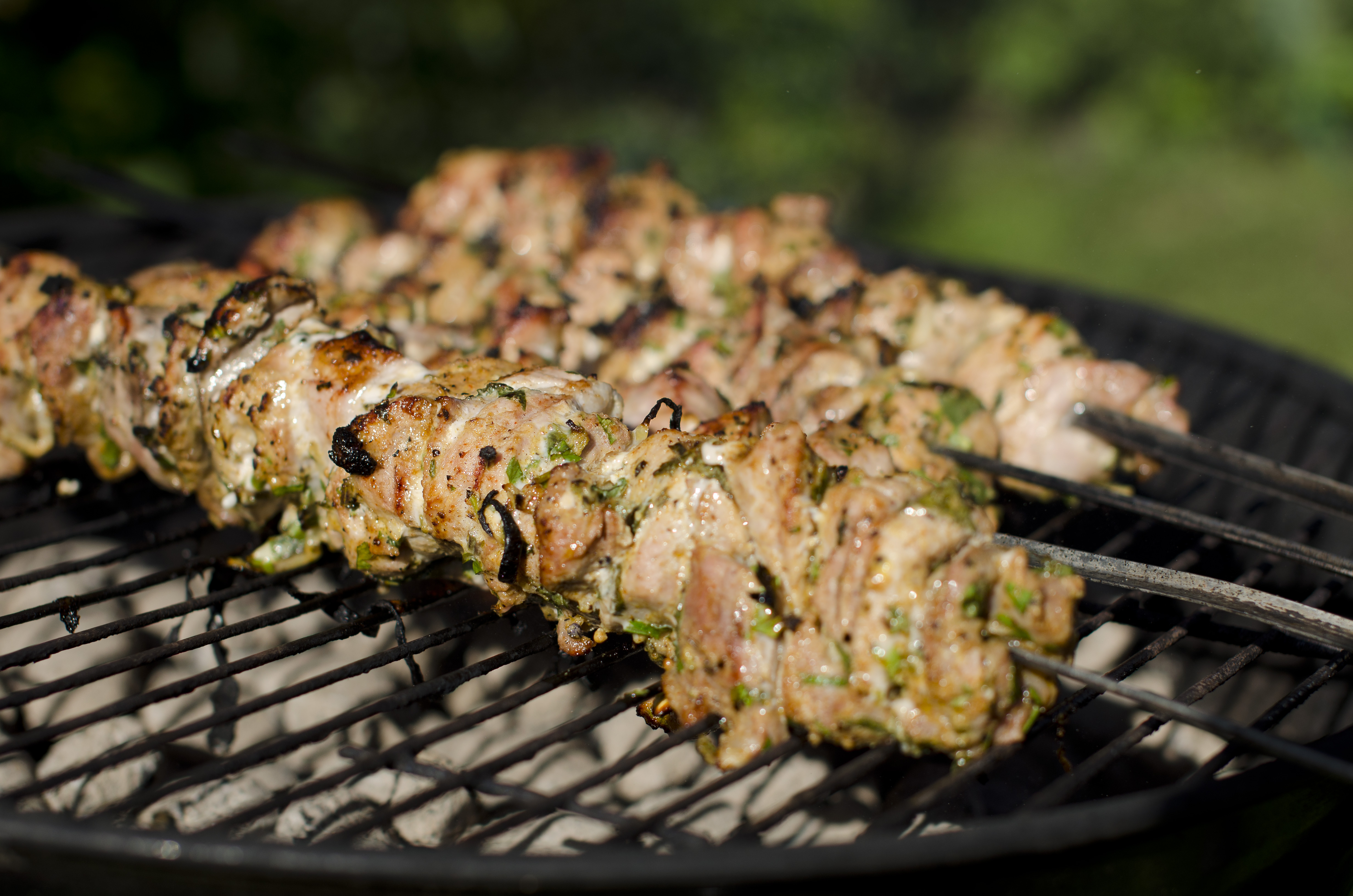
Шашлык, приготовленный на открытом воздухе
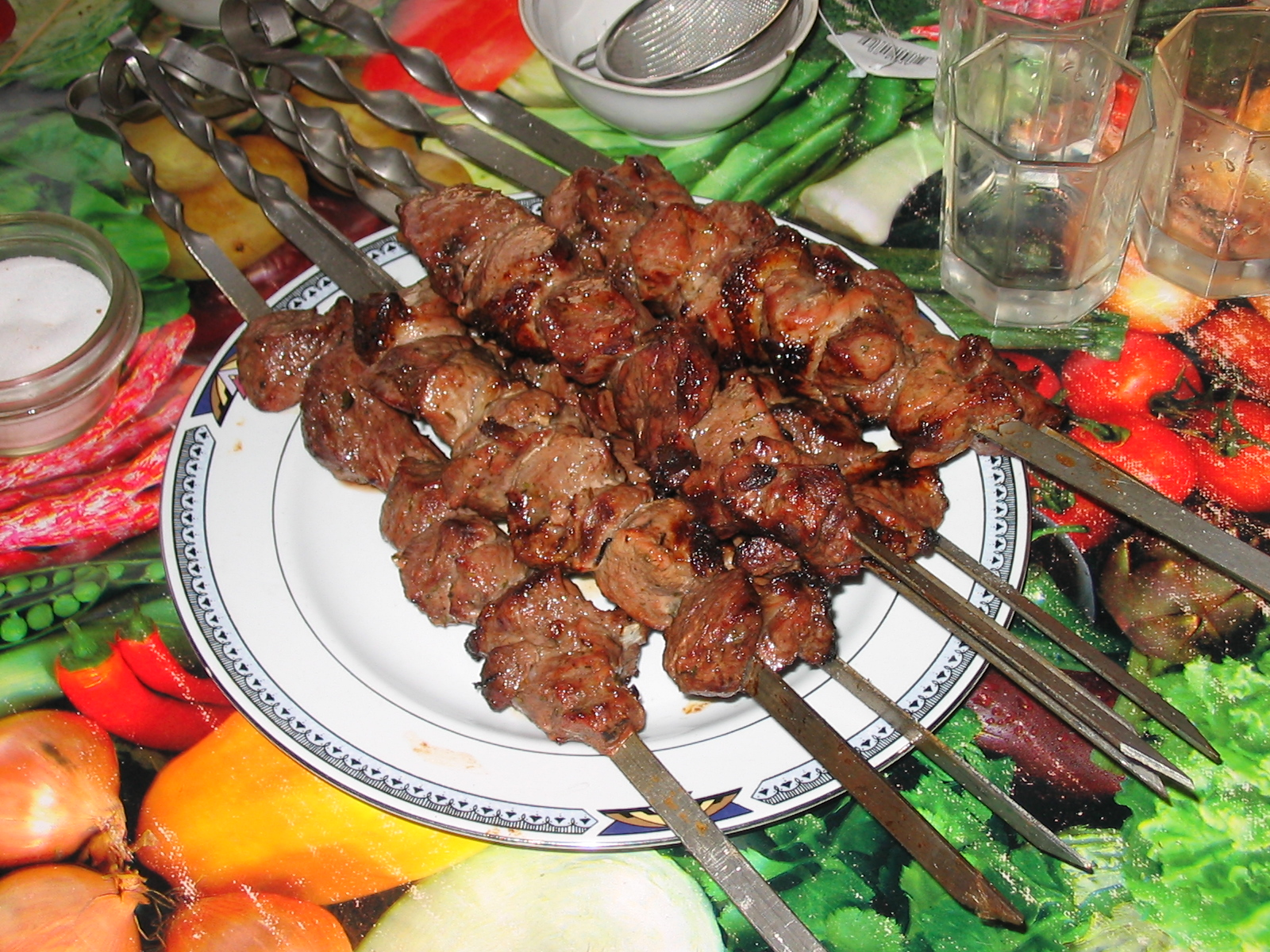
Шашлык из свинины на тарелке
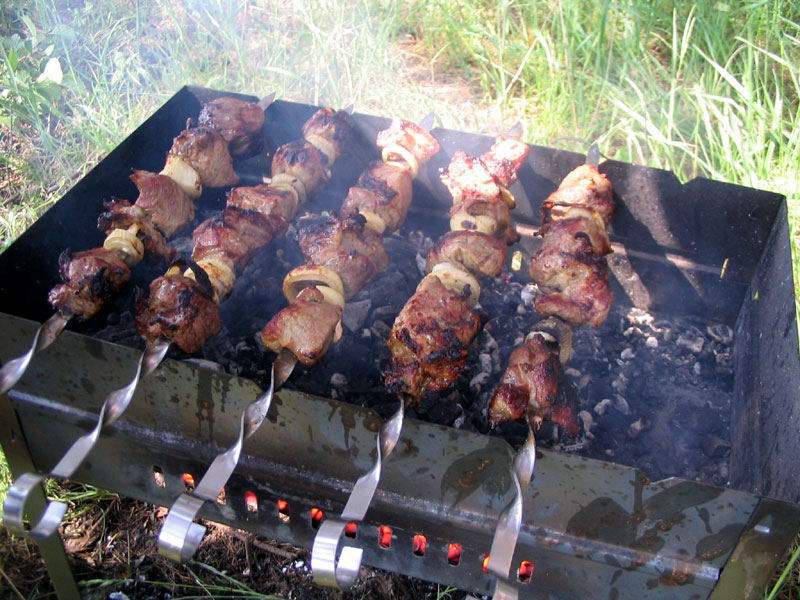
Шашлык на мангале
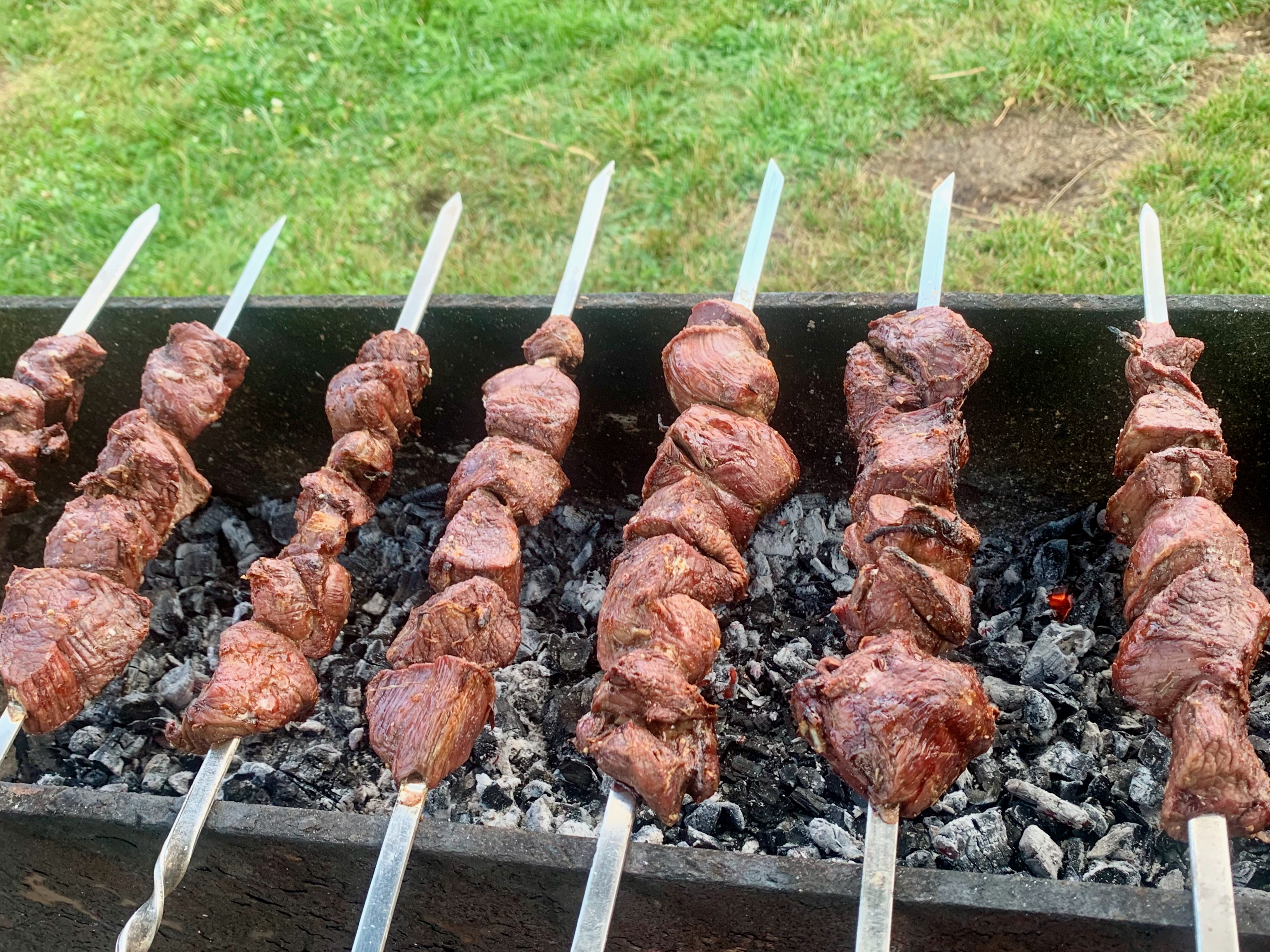
Шашлык из косули
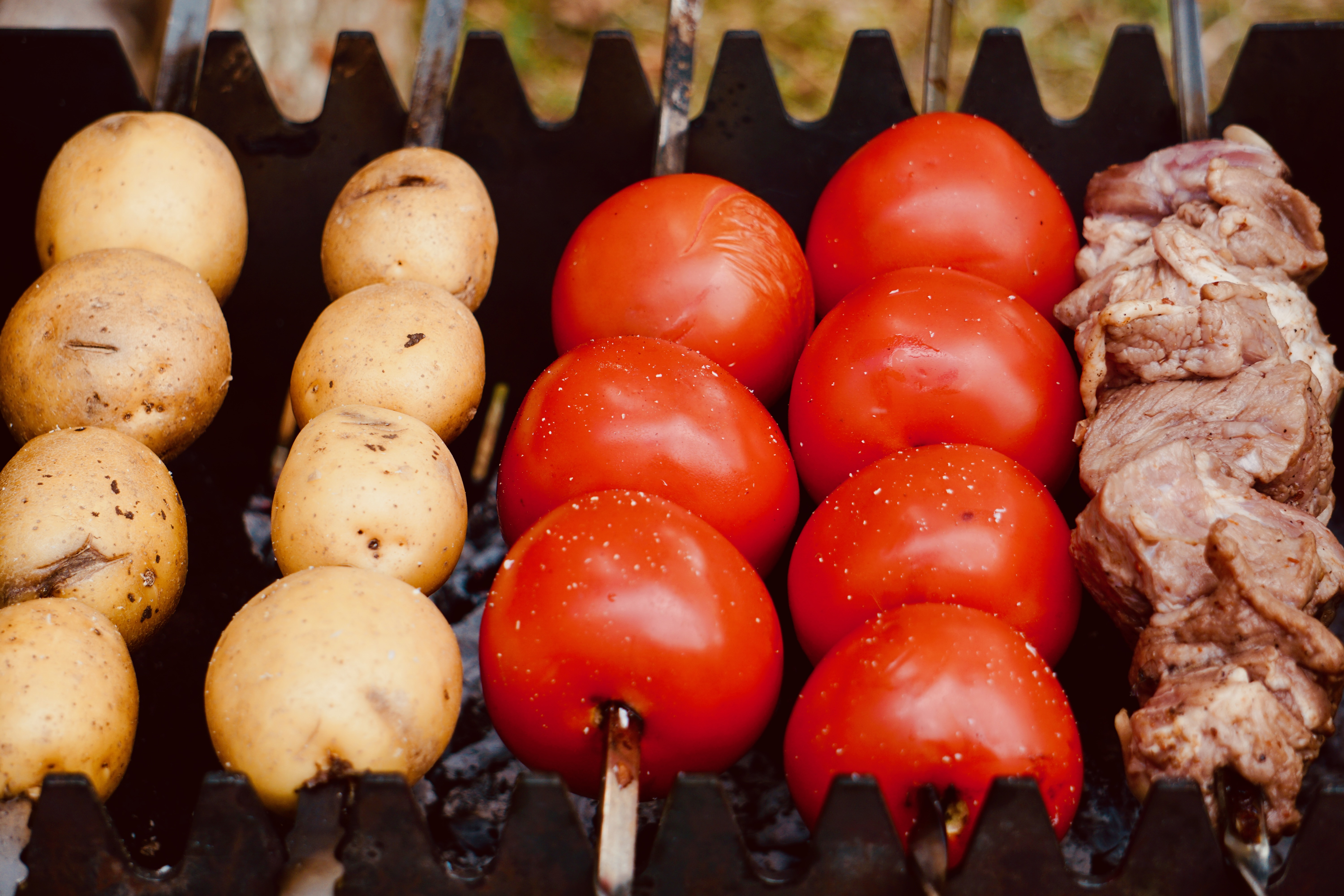
Картофель, помидоры и шампур шашлыка
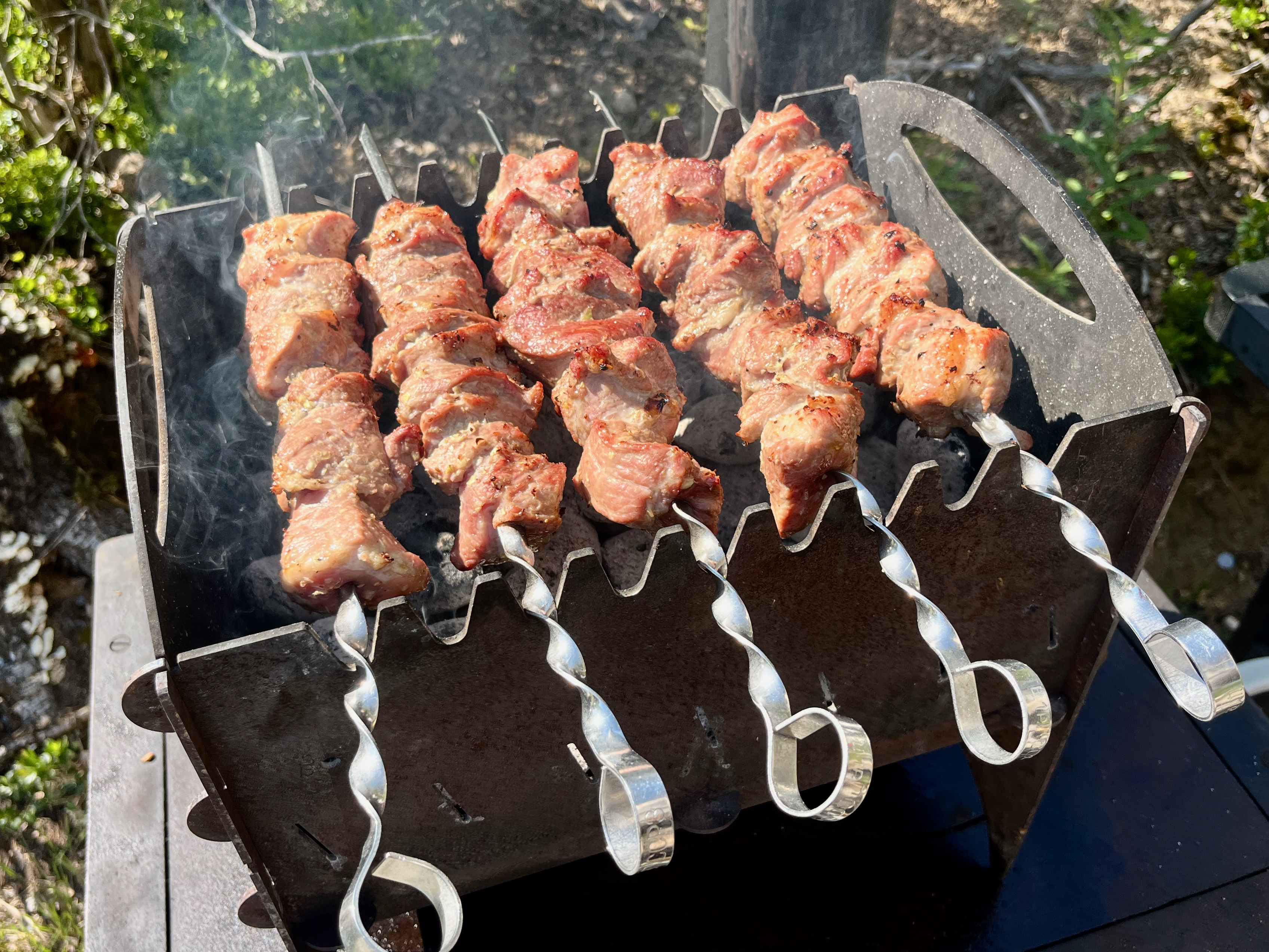
Свиной шашлык готовится на складном мангале
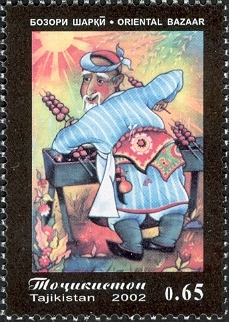
Почтовая марка Таджикистана «Восточный базар» с изображением пожилого человека, жарящего шашлык на мангале